# Daniel Holloway
Daniel Holloway, né le 21 mai 1987 à Morgan Hill, est un coureur cycliste américain. 

## Palmarès sur route

### Par années
- 2003
  - 2e du championnat des États-Unis sur route cadets
- 2005
  - 3e étape du Tour de l'Abitibi
- 2007
  - Merced Downtown Criterium
  - Burlingame Downtown Criterium
- 2008
  - Central Valley Classic
  - Wente Vineyards Criterium
  - Tour de Winghaven
  - 1reb et 6e étapes du Tour de Pennsylvanie
  - Obispo Criterium
- 2009
  - 5e étape du Tour de Namur
  - 1re et 6e étapes du Tour de Palencia
- 2010
  -  Champion des États-Unis du critérium
  - 1re étape de la Gateway Cup
  - TD Bank Mayor's Cup
- 2011
  - 8e et 11e étapes du Tour of America's Dairyland
- 2012
  - 6e étape du Tour du Mexique
- 2013
  - 2e étape de la Madera County Stage Race
  - 4e étape de la Sea Otter Classic
  - Cat's Hill Classic
  - Burlingame Criterium
  - 2e de la Crystal Cup
- 2014
  -  Champion des États-Unis du critérium amateurs
  - 3e étape de la San Dimas Stage Race
  - Athens Twilight Criterium
  - Historic Roswell Criterium
  - Downtown Walterboro Criterium
  - Spartanburg Regional Classic
  - Dana Point Grand Prix
  - Snake Alley Criterium
  - Quad Cities Criterium
  - Shorewood Criterium
  - Tour of America's Dairyland :
    - Classement général
    - 1re, 9e et 10e étapes

  - 3e étape de l'Intelligentsia Cup
  - Iron Hill Twilight Criterium
  - 2e étape du Chris Thater Memorial Day
  - TD Bank Mayor's Cup
  - 3e de la Gateway Cup
  - 3e du championnat des États-Unis du critérium
- 2015
  -  Champion des États-Unis sur route amateurs
  -  Champion des États-Unis du critérium amateurs
  - Rosena Ranch Criterium
  - Snelling Road Race
  - Bariani Road Race
  - 1re étape de la Chico Stage Race
  - 4e étape de la Sea Otter Classic
  - Athens Twilight Criterium
  - Park Circle Criterium
  - Downtown Walterboro Criterium
  - Spartanburg Regional Classic
  - 2e étape du Tour de Galena
  - Tulsa Tough :
    - Classement général
    - 1re et 2e étapes

  - 9e et 10e étapes du Tour of America's Dairyland
  - Andersen Banducci Twilight Criterium
  - Iron Hill Twilight Criterium
  - Gateway Cup :
    - Classement général
    - 1re étape

  - 3e de l'Historic Roswell Criterium
  - 3e de la Cat's Hill Classic
  - 3e du Glencoe Grand Prix
- 2016
  -  Champion des États-Unis sur route amateurs
  - 2e étape du Sunshine Grand Prix
  - Michelin Laurens Proving Grounds Criterium
  - Tulsa Tough :
    - Classement général
    - 1re étape

  - 8e étape du Tour of America's Dairyland
  - 6e étape de l'Intelligentsia Cup
  - 2e du Tour of America's Dairyland
  - 3e de la Gateway Cup
- 2017
  -  Champion des États-Unis sur route amateurs
  - OZ Road Race
  - 2e étape du Tulsa Tough
  - 5e étape du Tour of America's Dairyland
- 2018
  - Downtown Walterboro Criterium
  - Melon City Criterium
  - 2e étape du Tulsa Tough
- 2019
  - Commerce Criterium
  - Spin the District Hapeville Criterium

### Classements mondiaux
| Année            | 2008 | 2009 | 2010 | 2011 | 2012 |
| ---------------- | ---- | ---- | ---- | ---- | ---- |
| UCI America Tour | 254e |      | 296e |      | 269e |
| UCI Europe Tour  |      | 719e |      |      |      |

## Palmarès sur piste

### Championnats du monde
- Pruszków 2009
  - 8e de l'américaine
  - 18e du scratch
- Ballerup 2010
  - 9e de l'américaine
  - 18e du scratch
- Apeldoorn 2018
  - 18e de l'omnium[5]
- Pruszków 2019
  - 13e de l'omnium
  - 15e de l'américaine

### Coupe du monde
- 2008-2009
  - 3e du scratch à Copenhague
- 2017-2018
  - 1er de l'omnium à Santiago
- 2018-2019
  - 3e de l'américaine à Milton
  - 3e de l'américaine à Cambridge

### Championnats panaméricains
- Aguascalientes 2018
  -  Médaillé d'or de la course à l'américaine (avec Adrian Hegyvary).
  - Cinquième de l'omnium[6].
- Cochabamba 2019
  -  Médaillé d'argent de la poursuite par équipes.
  -  Médaillé d'argent de la course à l'américaine.

### Jeux panaméricains
- Lima 2019
  -  Médaillé d'or de l'omnium

### Championnats des États-Unis
- 2003
  -  Champion des États-Unis du 500 mètres cadets
- 2005
  -  Champion des États-Unis de poursuite individuelle juniors
- 2008
  -  Champion des États-Unis de poursuite par équipes (avec Taylor Phinney, Colby Pearce et Charles Bradley Huff)
  -  Champion des États-Unis du scratch
  -  Champion des États-Unis de l'américaine (avec Colby Pearce)
  -  Champion des États-Unis de course aux points espoirs
- 2017
  -  Champion des États-Unis de poursuite par équipes (avec Adrian Hegyvary, Gavin Hoover et Daniel Summerhill)
  -  Champion des États-Unis de l'omnium
- 2018
  -  Champion des États-Unis de course aux points
  -  Champion des États-Unis de l'américaine (avec Adrian Hegyvary)
  -  Champion des États-Unis de l'omnium
- 2019
  -  Champion des États-Unis de l'américaine (avec Adrian Hegyvary)